# Cowparade

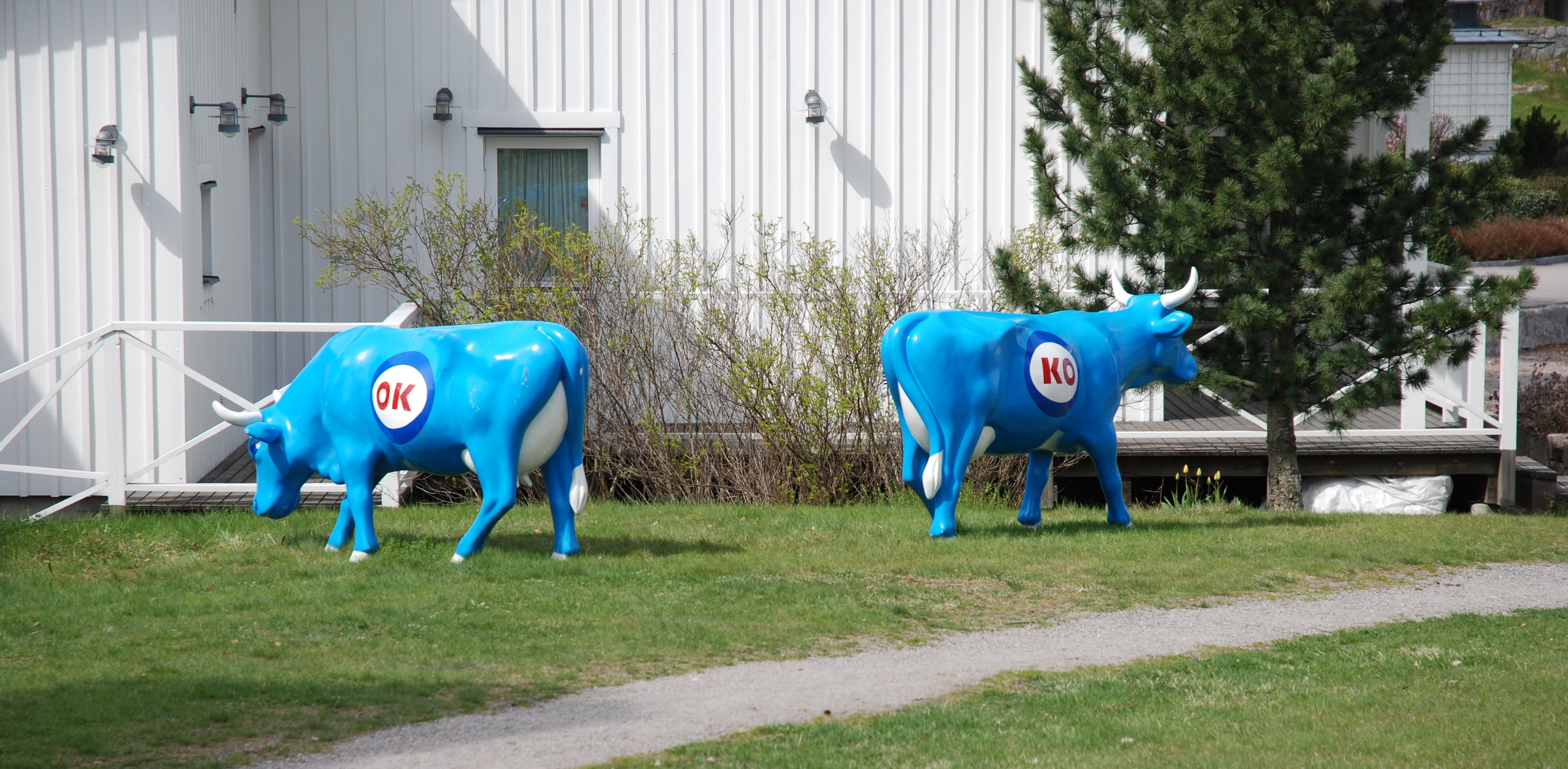
Martin Wickströms kor, Homage 2 och Homage 1, sponsrade av OKQ8, år 2004 betande utanför Nationalmuseum i Stockholm, nu vid Vår Gård i Saltsjöbaden. Från The CowParade i Stockholm 2004.

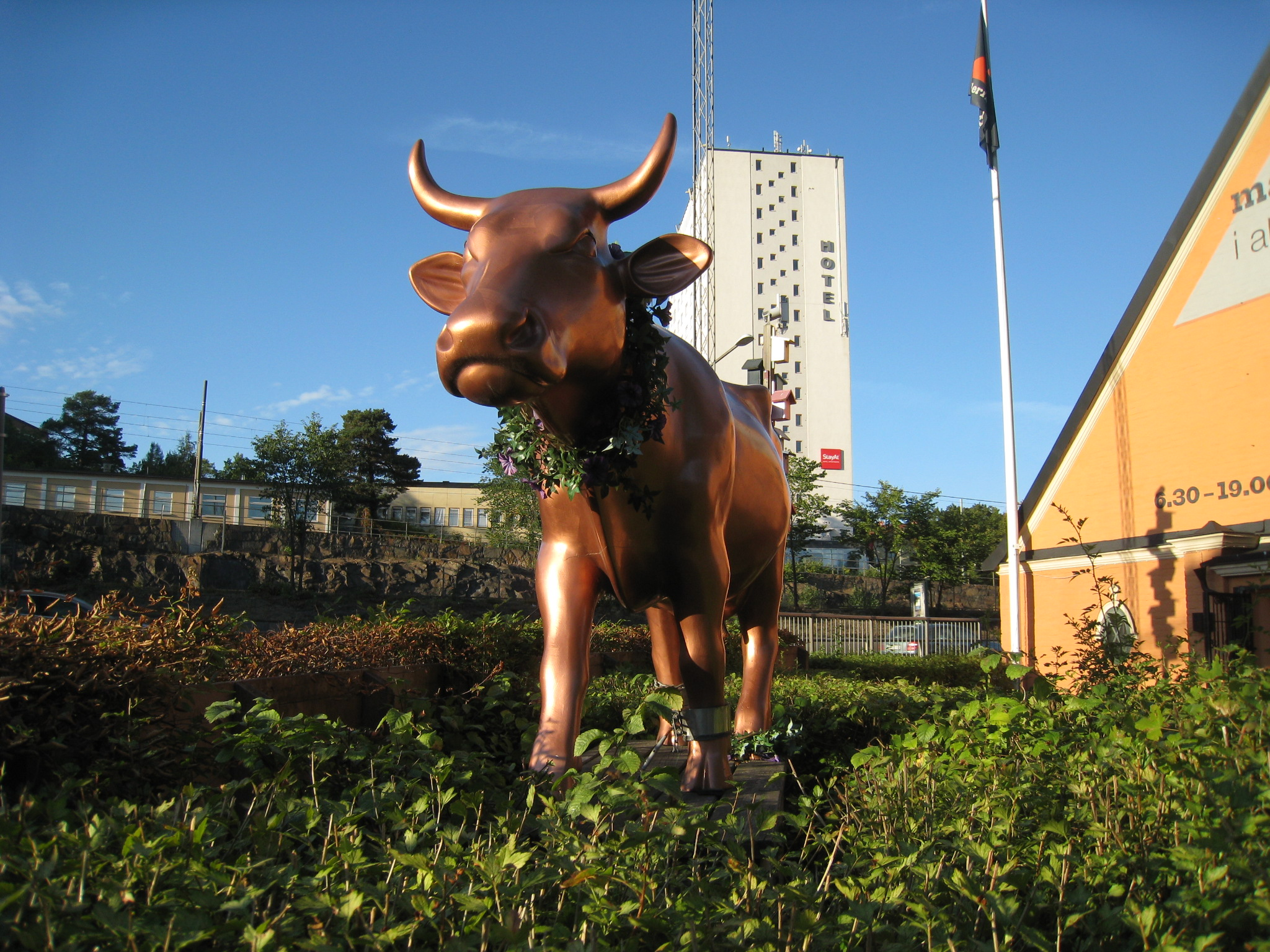
Thomas Sandells ko, Kossan Dottie, inköptes av Alviks Måleri AB på auktion till förmån för BRIS, finns utanför Alviks måleri vid Alviksplan, Bromma. Från The CowParade i Stockholm 2004.

CowParade var en internationell konstutställning med skulpturer i glasfiber föreställande kor. Dessa ställdes ut i olika städer över hela världen. Efter utställningen auktionerades korna ut till välgörande ändamål. År 2004 hölls CowParade i Stockholm.
Cow Parade har av konstnärer, bland andra Carl-Johan De Geer, anklagats för att vara ett "kommersiellt jippo".

## Historik
CowParade startade i Zürich 1998. Den konstnärliga ledaren var Walter Knapp och idén är baserad på en utställning som genomfördes i Zürich första gången 1986. Inför varje ny stad som besöktes tillverkades omkring 70 nya kor. De målades av lokala konstnärer, vilka hämtade inspiration från stadens kulturella bakgrund och sina egna föreställningar om kor som konstobjekt. Efter utställningen i staden, som kan pågå flera månader, auktioneras statyerna ut och intäkterna doneras till välgörenhet.
Det finns några varianter av formerna för korna, men de tre vanligaste formerna av ko skapades av Pascal Knapp, en schweizisk skulptör, som fick i uppdrag att skapa korna specifikt för CowParades serie av händelser. Pascal Knapp äger upphovsrätten  till den stående, liggande, och betande kons former som används i CowParade events.

## Kor

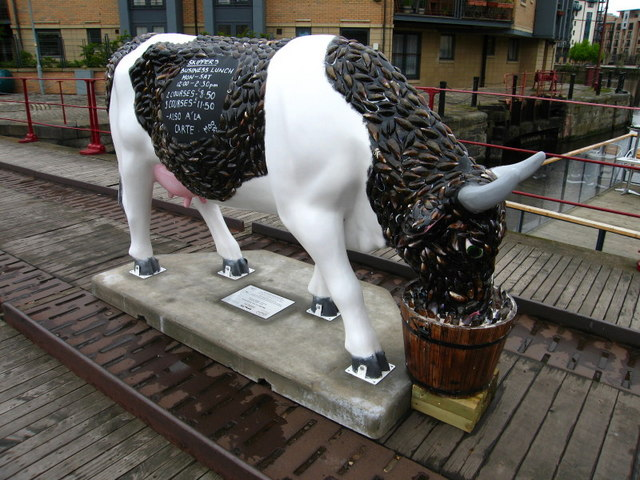
"Moules on the Waterfront", ko i Edinburgh, CowParade, 2006.
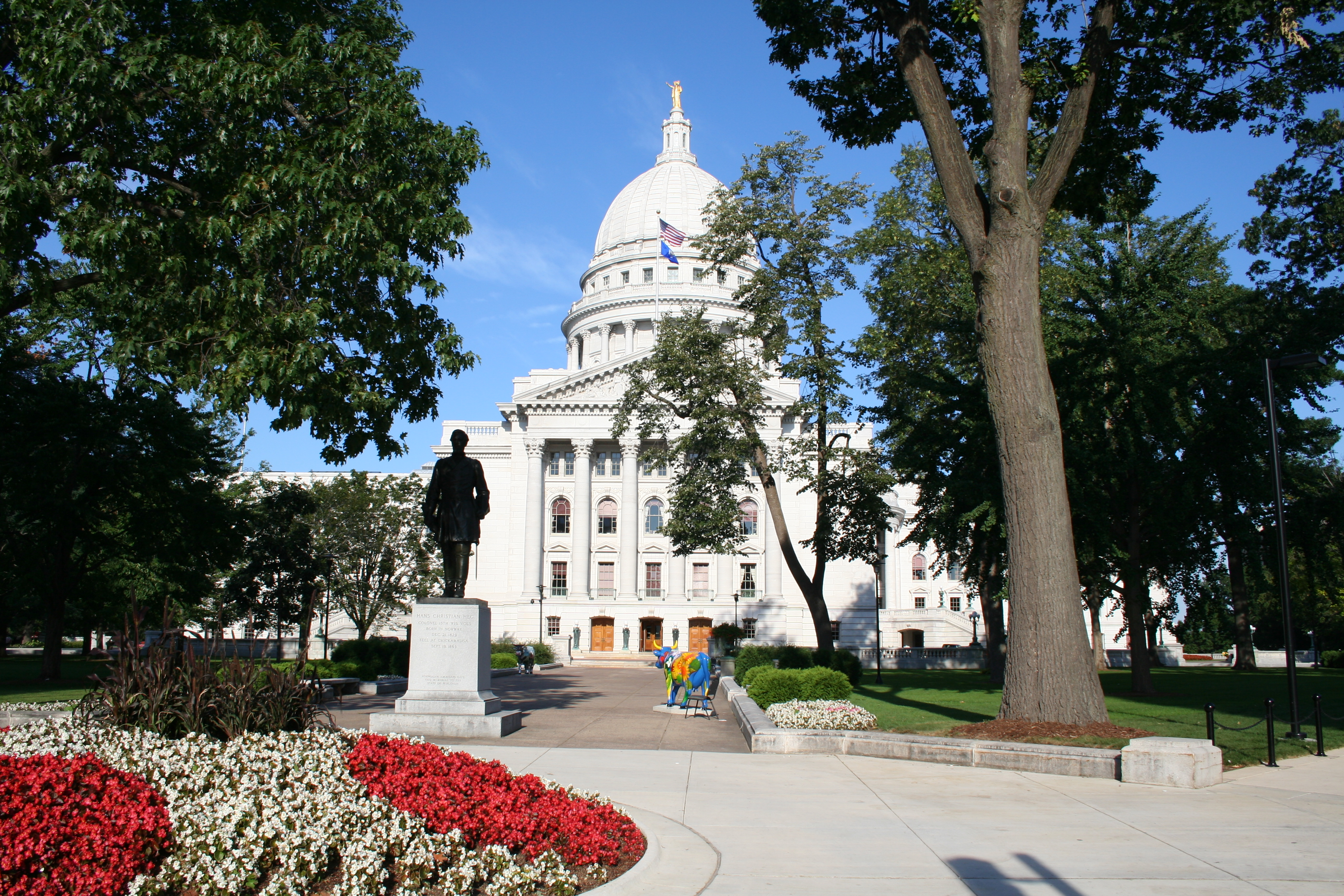
En ko i Madison, Wisconsin, CowParade, 2006.
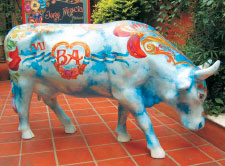
"Vaca Fileteada", ko från Buenos Aires, CowParade, 2006.
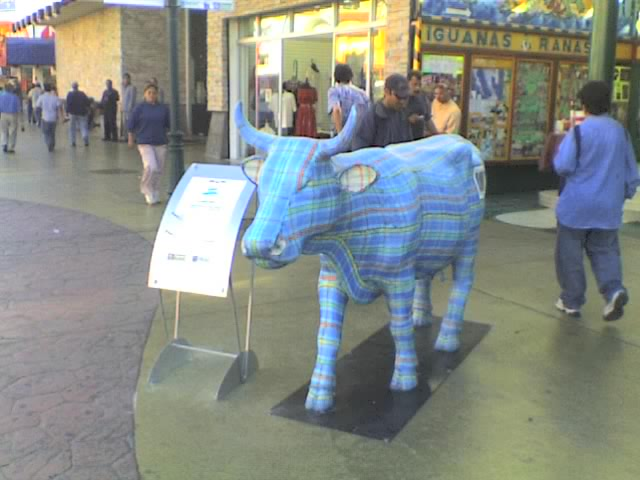
"En ko vid Revolucion Avenue" ko från Tijuana, CowParade, 2008.
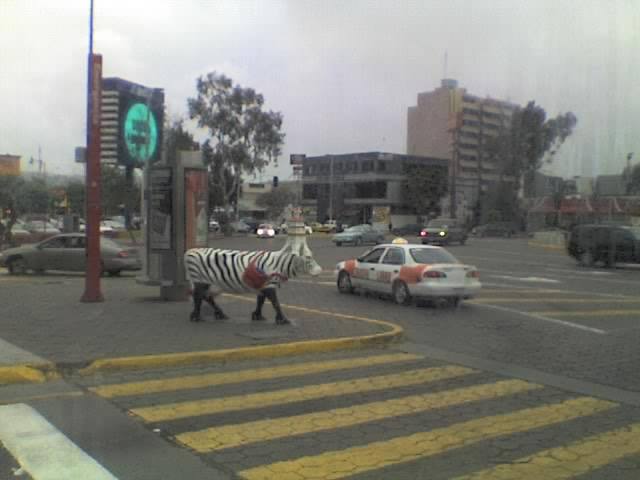
In Paseo de los Heroes Avenue, ko från Tijuana, CowParade 2008.
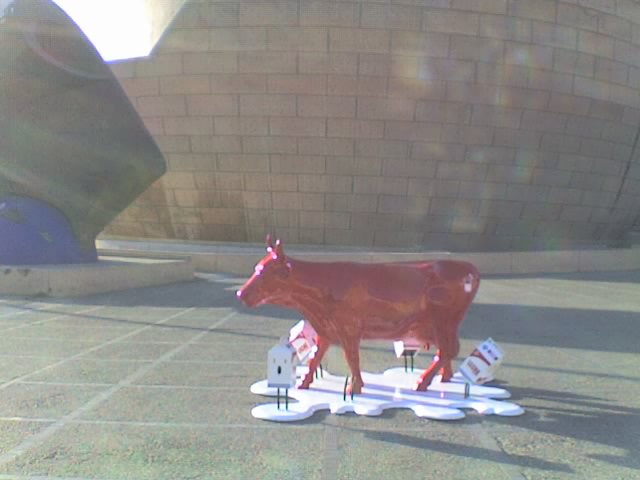
En ko från Tijuana, CowParade, 2008.
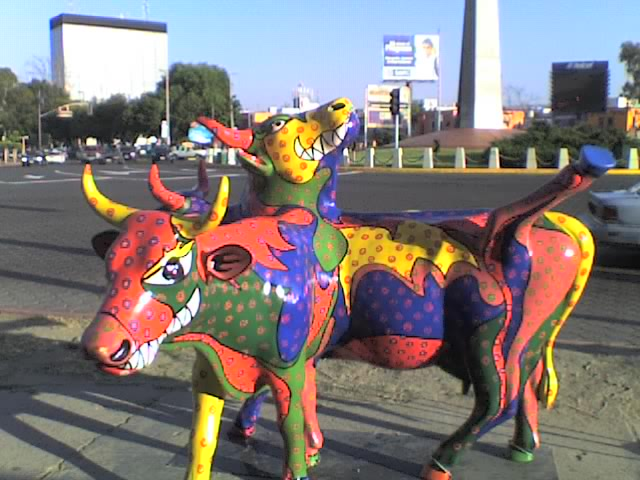
Cacho, ko från Tijuana, CowParade, 2008.
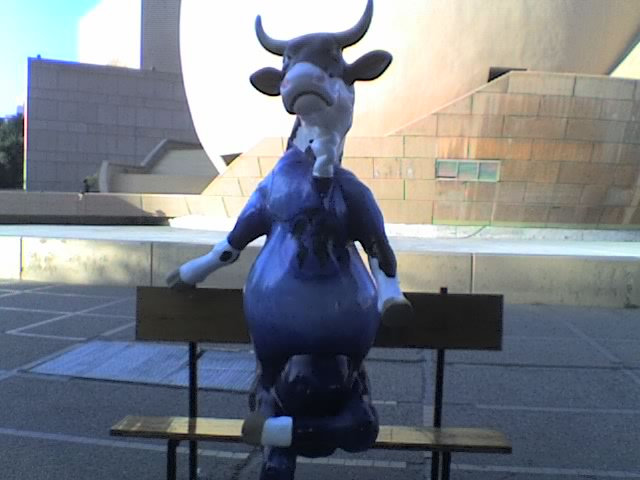
El Chico de la banca (killen på bänken), ko från Tijuana, CowParade, 2008.
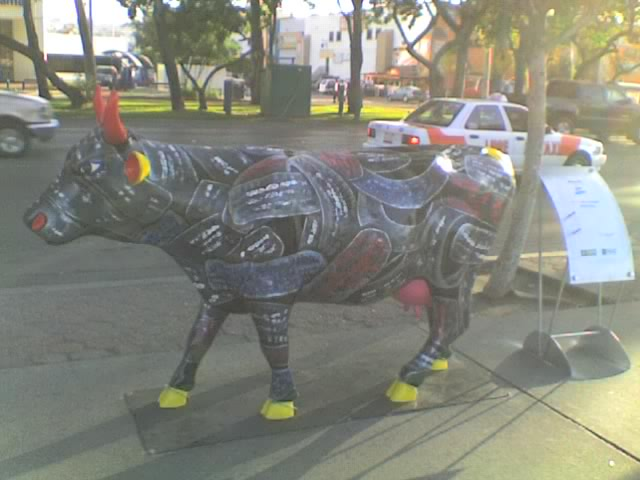
Vaca-zebra (zebra-ko), ko från Tijuana, CowParade, 2008.
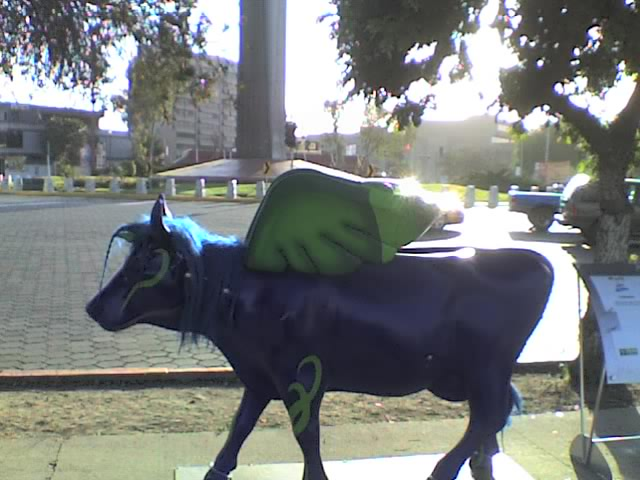
Sueñame (dröm med mig), ko från Tijuana, CowParade, 2008.
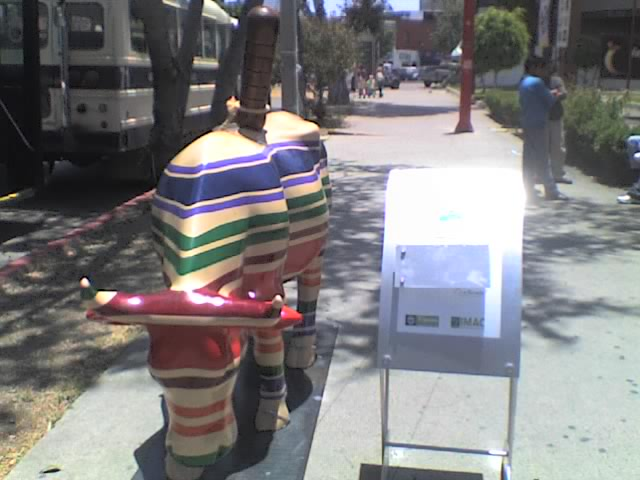
Vacalero, ko från Paseo de los Heroes, från Tijuana, CowParade, 2008.
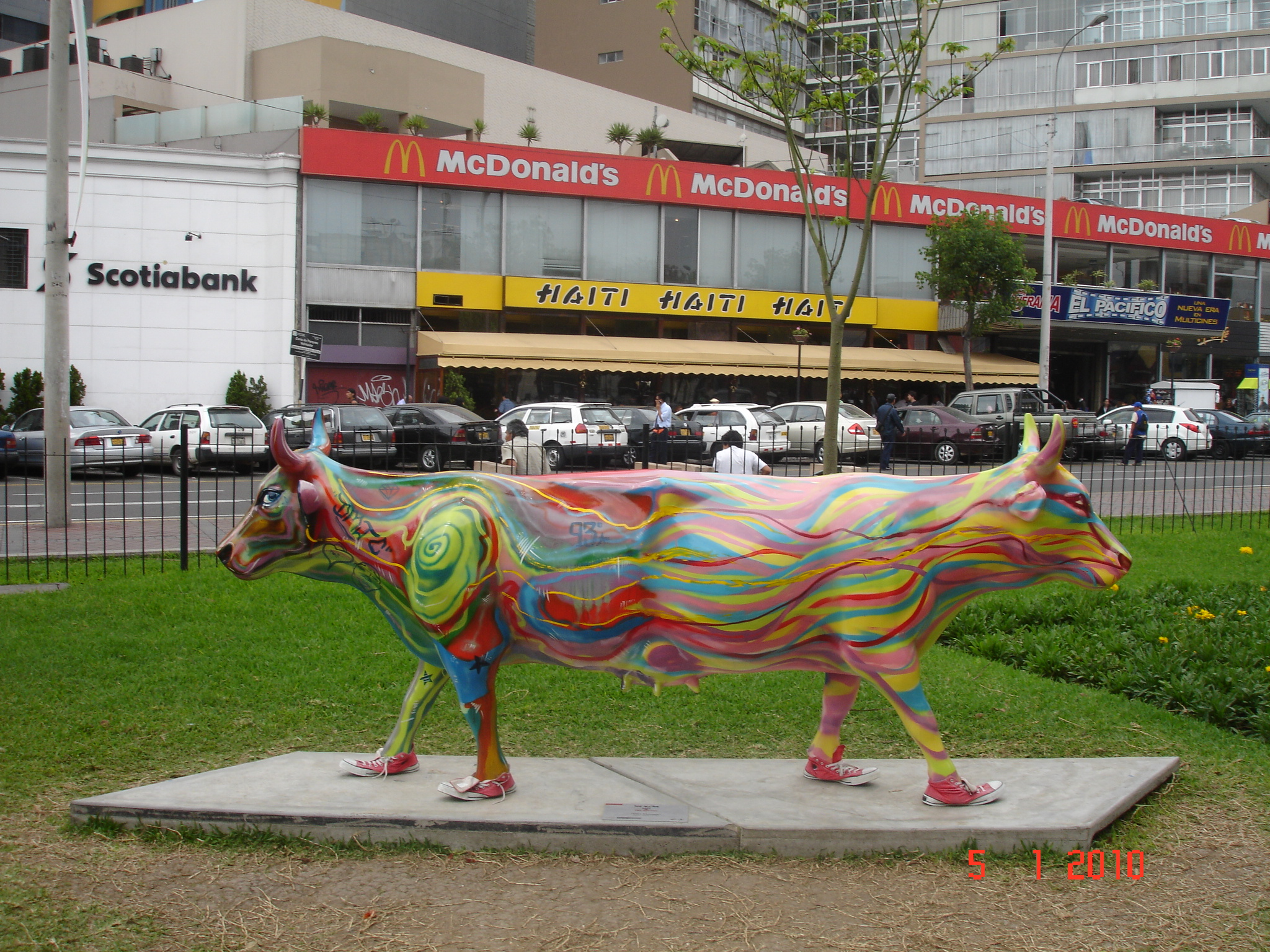
"Double-cow" in Lima, Peru, CowParade, 2010.